# Willy von Livonius
Willy Franz Karl Pius Livonius, seit 1888 von Livonius (* 17. April 1871 zu Hammerstein; † 10. Juli 1946 in Berlin) war ein preußischer Generalmajor.

## Leben

### Herkunft
Willy war der älteste Sohn des preußischen Generalleutnants Wilhelm von Livonius (1840–1905) und dessen Ehefrau Clara, geborene von Livonius (1846–1919). Sein Vater war am 19. September 1888 in den erblichen preußischen Adelsstand erhoben worden.

### Militärkarriere
Seine Erziehung erfuhr er im elterlichen Haus, auf der Höheren Knabenschule des Dr. Döbbelin zu Berlin sowie den Kadettenanstalten zu Potsdam und Groß-Lichterfelde. Anschließend wurde er am 8. Februar 1890 als Fähnrich dem Garde-Füsilier-Regiment der Preußischen Armee überwiesen. Für sein vorzüglich bestandenes Offiziersexamen erhielt er Ende Dezember 1890 eine Allerhöchste Belobigung. Mit einem Patent vom 8. Februar 1890 folgte am 18. Januar 1891 seine Beförderung zum Sekondeleutnant. Zur weiteren Ausbildung absolvierte Livonius vom 1. Oktober 1896 bis zum 20. Juli 1899 die Kriegsakademie und stieg zwischenzeitlich zum Premierleutnant auf. Ab Oktober 1900 war er zur Dienstleistung beim Großen Generalstab kommandiert. Unter Belassung in diesem Kommando und Beförderung zum Hauptmann wurde er als aggregiert zum Generalstab der Armee versetzt und Mitte Februar des Folgejahres dort einrangiert. Mitte Juni 1903 erhielt Livonius für vier Monate einen Urlaub nach Frankreich und war dann von Ende November 1903 bis Mitte September 1905 im Generalstab des XI. Armee-Korps tätig. Danach trat er mit der Ernennung zum Chef der 1. Kompanie im 3. Thüringischen Infanterie-Regiment Nr. 71 in Sondershausen wieder in den Truppendienst zurück. Für sein Wirken dort erhielt er die Erlaubnis zur Annahme des Ritterkreuzes I. Klasse des Herzoglich Sachsen-Ernestinischen Hausordens und des Ehrenkreuzes von Schwarzburg III. Klasse.
Nachdem man ihn am 11. September 1907 erneut als aggregiert zum Generalstab der Armee versetzt hatte, trat Livonius am 18. Oktober 1907 sein Kommando als Militärattaché an der Botschaft in Washington und der Gesandtschaft in Mexiko an. Er avancierte Mitte September 1908 zum Major und wurde am 27. Juli 1910 unter Enthebung von seiner Stellung zunächst dem Großen Generalstab überwiesen. Mit Wirkung zum 1. Oktober 1910 folgte seine Versetzung in den Generalstab der 14. Division und am 22. April 1912 als Kommandeur des II. Bataillons im Königs-Infanterie-Regiment (6. Lothringisches) Nr. 145 nach Metz.
Nach der Mobilmachung anlässlich des Ersten Weltkriegs wurde Livonius am 19. August 1914 zum Oberstleutnant befördert und eine Woche später als Generalstabsoffizier zum XXIII. Reserve-Korps versetzt. Dort erhielt Livonius Mitte September den Rang mit dem Gebührnissen eines Regimentskommandeurs, bevor er am 26. Dezember 1914 zum Kommandeur des Infanterie-Regiments „Fürst Leopold von Anhalt-Dessau“ (1. Magdeburgisches) Nr. 26 ernannt wurde. Mit dem Verband beteiligte er sich an den Stellungskämpfen in Artois sowie der Frühjahrsschlacht bei La Bassée und Arras. Während der folgenden Stellungskämpfe in Flandern und im Artois wurde Livonius am 4. August 1915 abgelöst und zu den Offizieren von der Armee versetzt. Ende März 1916 erhielt er das Kommando über das vor Verdun liegende 8. Lothringische Infanterie-Regiment Nr. 159. Ende Dezember verlegte es in die Champagne, wo Livonius am 20. Februar 1917 erneut zu den Offizieren von der Armee versetzt wurde und am 18. April 1917 zum Oberst aufstieg. Während der Schlacht um Riga übernahm er am 4. September 1917 das Infanterie-Regiment Nr. 405 und verlegte nach dem Waffenstillstand an der Ostfront in den Westen. Dort wurde er am 14. März 1918 wieder zu den Offizieren von der Armee überführt und zwecks Verwendung der Heeresgruppe Deutscher Kronprinz überwiesen. Vom 6. April bis zu seiner weiteren Versetzung zu den Offizieren von der Armee am 2. Juli 1918 war er Kommandeur der 94. Reserve-Infanterie-Brigade.
Für sein Wirken während des Krieges hatte er beide Klassen des Eisernen Kreuzes und den Kronen-Orden II. Klasse mit Schwertern erhalten. Die Verbündeten Bulgaren verliehen ihm das Großoffizierkreuz des Militär-Verdienstordens. Livonius war Rechtsritter des Johanniterordens.
Nach Kriegsende wurde er am 29. Dezember 1919 zum letzten Kommandeur des Königs-Infanterie-Regiments (6. Lothringisches) Nr. 145 ernannt. Nach der Auflösung am 15. April 1919 wirkte er als Leiter des Abwicklungsstabes in Barby, ab dem 15. Mai 1919 in Blankenburg (Harz). In Genehmigung seines Abschiedgesuches wurde er am 29. Dezember 1919 unter Verleihung des Charakters als Generalmajor mit der gesetzlichen Pension zur Disposition gestellt.

### Familie
Livonius verheiratete sich am 25. März 1899 in Berlin mit Eleonor Claußen (1880–1905). Nach ihrem frühen Tod heiratete er am 9. April 1906 in Berlin Auguste Schmidt-Bürkli (* 1879). Aus den Ehen gingen die Kinder Werner (1900–1917), Tula (* 1901), Armin (* 1907) und Willy (* 1912) hervor.
Die Familie lebte Anfang der 1920er Jahre in einem eigenen Haus in der Matthäikirchstraße 14 in Berlin-Tiergarten. Dort wohnten zeitweise als Mieter auch der ehemalige Botschafter Hans von Flotow und die Künstlerin Aga vom Hagen.